# Curpenii Silvașului
Curpenii Silvașului – wieś w Rumunii, w okręgu Hunedoara, w gminie Toplița. W 2011 roku pozostawała niezamieszkana.